# Cuyacapan
Cuyacapan es una localidad del estado mexicano de Jalisco. Es parte del municipio de Atoyac.

## Toponimia
El nombre «Cuyacapan» proviene de los términos en náhuatl: coyametl, jabalí; calli, casa; pan, locativo. Su significado es «En la madriguera del jabalí».

## Demografía
| Gráfica de evolución demográfica |
|                                  |

| Censo | Población |
| ----- | --------- |
| 1900  | 498       |
| 1910  | 565       |
| 1921  | 568       |
| 1930  | 592       |
| 1940  | 548       |
| 1950  | 626       |
| 1960  | 719       |
| 1970  | 783       |
| 1980  | 767       |
| 1990  | 786       |
| 2000  | 889       |
| 2010  | 946       |
| 2020  | 1 067     |